# 八流の戦い
八流の戦い（やながれのたたかい）とは、1569年（永禄12年）、土佐国で長宗我部元親と安芸国虎との間に起こった合戦。

## 戦いまでの経緯
土佐中央部を支配する長宗我部氏と土佐東部を支配する安芸氏は以前より犬猿の仲であった。長宗我部元親が1563年、本山氏征伐に向かった際、安芸国虎は元親の本拠地である岡豊城へ攻め込んだが、福留親政らの活躍にて撃退されている（福留の荒切り）。その後軍を立て直した元親は安芸討伐に向かったが、一条兼定の仲介で和睦した。
1569年4月、元親は国虎に宛て、「和睦したいので岡豊城へ来ていただきたい」という書状を書いたが、国虎は「無礼千万」として取り合わなかった。これを大義名分として元親は安芸領へ攻め込む事となった。

## 戦いの流れ
1569年7月、元親は3,000の常備兵と4,000の一領具足を率いて岡豊城を出陣し、安芸郡の和食（わじき）に陣を張った。対する国虎は5,000の兵を集めて八流に陣を張った。長宗我部軍は、軍を二手に分け、一つは海沿い(福留親政以下兵5000)、一つは内陸(兵2000・元親本隊)から攻撃した。海沿いを進んだ長宗我軍5000は八流で黒岩越前率いる安芸勢2000と激突。越前は地の利を生かして勝てると考えたが、後述のように既に内部崩壊を起こし始めていた安芸軍は敗退、安芸配下の城に敗走した。一方、元親本隊2000は、安芸軍の背後を突くことに成功。安芸本隊3000を安芸城に追いやった。この戦いの時、安芸方は小谷左近右衛門ら家臣が次々内応したうえ、2,000、3,000ともいわれる一条氏の援軍が到着しなかったこともあり、安芸軍は内部崩壊を起こしていた。
その後は安芸城で籠城するものの、城内の食糧が尽きたことや、横山民部が井戸に毒を入れたことなどもあり、城兵の助命を条件に開城し8月11日に国虎は自害した。
この戦いに勝利したことで、元親にとって土佐平定に向けて残すは土佐西部を支配する一条氏のみとなった。